# Râul Chagres

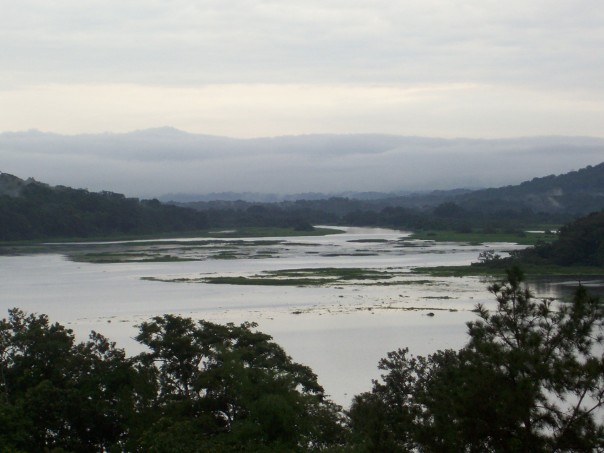
Râul Chagres

Râul Chagres (în spaniolă : Río Chagres) este un râu care izvorăște din centrul statului Panama și este parte a sistemului Canalului Panama. Curge spre sud vest, unde este captat într-n baraj cu care formează lacul Gatun, apoi cursul său este deviat spre nord - vest și se varsă în Marea Caraibilor.